# Dirk Müller (wielrenner)
Dirk Müller (Bad Hersfeld, 4 augustus 1973) is een Duits voormalig wielrenner.

## Belangrijkste overwinningen
1993
- 1e etappe Ronde van Beieren

1995
- Eindklassement Ronde van Saksen

1996
- 5e etappe Giro delle Regione
- Proloog Ronde van Nedersaksen

1997
- Proloog Ronde van Beieren
- Rund um die Hainleite

1998
- Proloog etappe Ronde van Beieren
- 2e etappe Ronde van Beieren
- 7e etappe Ronde van Saksen

2006
- Duits kampioen op de weg, Elite
- Rund um die Sparkasse

2007
- Köln-Schuld-Frechen
- Berlijn-Bad Freienwald-Berlijn

2008
- 5e etappe Troféu Joaquim Agostinho

2009
- Ronde van de Saksenring

2010
- Pomerania Tour
- Proloog en 5e etappe Ronde van China
- Eindklassement Ronde van China

## Resultaten in voornaamste wedstrijden
| Jaar | Ronde van Italië | Ronde van Frankrijk | Ronde van Spanje |
| ---- | ---------------- | ------------------- | ---------------- |
| 1998 |                  |                     | opgave           |
| 1999 | opgave           |                     |                  |